# Течни завој
Течни завој, лепак за кожу или лепак за ткиво  је медицинско средство намењено за топикални третман мањих рана на кожу. Везујићи се за кожу он формира заштитни полимерни слој који штити рану од прљавштине и клица и одржава влагу унутар ране.  Ова  брзо делујући, реактивна врста лепка сигурна је и ефикасна за заштиту површинских рана на кожи (као што су посекотине, раздеротине, огреботине и ране у каснијој фази за шивење).  
Поред употребе за замену конвенционалних завоја код мањих посекотина и огреботина, нашли су примену у хируршким и ветеринарским ординацијама. Течни завоји све више проналазе примену у ратним дејствима, где се могу користити за брзо збрињавање рана док се не добије одговарајућа медицинска помоћ.
Нови тип течног завоја који у свом саставу имају аминокиселине које су од значаја за формирање пептидних веза директно са кожом. Овај производ има потенцијал да смањи крварење током и након операције.

## Опште информације
Површинска повреда коже је врло честа врста трауме у клиничкој пракси. Јавља се на изложеним деловима коже као што су удови и лице. Ране ове врсте  често су неправилног облика и лако се инфицирају, а на неким деловима тела као што су зглобова није их лако превити, а неке лезије су склоне стварању ожиљака након зарастања, што утиче на изглед ране. Тренутно је најпогодније решење за лечење ове врсте повреда употреба течног завоја за лечење рана  као нова методе лечења или помоћни материјал у трауматологији.
Ова врста завоја за облагање рана састоји се од течних полимерних материјала (нпр на бази силицијума). Након наношења на површинске ране на телу течни завој може да формира  заштитни филм одређене чврстоће и напетости. Тако створен заштитни филм смањује испаравање воде, побољшава хидратацију ткива ране и ствара влажно окружење и утиче на брже зарастање ране и спречава појаву инфекције.
Главни принцип рада течног завоја је заптивање ране флексибилним, влажним и полупропусним филмом. Између завоја и ране ствара се водоотпорно, слабо кисело и влажно окружење које спречав а раст бактерија на рани. Истовремено испод течног завоја долази до синтезе фибробласта и стимулације пролиферације крвних судова, што спречава настанак красте и промовише површно зарастање рана и брзу санацију кортекса. 
У складу је са принципима савремене терапије влажног лечења трауме за израду течног завоја користе се  материјали на бази силицијума који се користе за формирање филма, који се не апсорбују, немааметаболичку токсичност и имају већу биокомпатибилност. 
У поређењу са традиционалним чврстим завојима, течним завојем се не може прекрити површина ране и тиме избегла секундарна повреда ране.

## Примена и брига о течном завоју
Пре постављања течног завоја чистим рукама или чистим пешкиром добро операти посекотину и околно подручје хладном водом и сапуном. Осушите чистим пешкиром или стерилном  газом. Када се уверимо да је локација потпуно сува нежно спојити посекотину прстима.
Нанесите течни завој преко врха посекотине, са једног краја реза на други, како би се потпуно покрио рез. 
Течни завој не треба стављати унутар ране и треба га ставити на врх коже, где се посекотина спаја. Држите рез заједно око минут како би лепку дали довољно времена да се осуши.
Немојте користити течни завој око очију, у уху или носу или унутра устију. Ако се течни завој случајно стави на било које од ових подручја, обратити се лекару или установи за хитну помоћ.
Након што се течни лепак осуши пацијент се може купати уз настојање да се место на коме је нанет течни завој не брише. То може олабавити заптивку или чак потпуно уклонити лепак. Такође је у реду да се свакодневно перее место сапуном и водом да би подручје било чисто и да би се спречила инфекцију. Након прања место на коме је нанет течни завој обавезно осушити.
Не  користити друге масти на месту посекотине како се не би ослабила веза и успорио процес зарастања.
Немојте гребати или рибати место на коме је нанет течни завој, како се не би он уклонио.
Према потреби нанон наношења течног завоја, ако постоји бол на месту ране, може се узимати лек против болова, као што је нпр. ацетаминофен.

## Компликације
Након наношења течног завоја могу се јавити следеће компликације:
- Појава црвенила, бола или жутог гноја око повреде (то значити да постоји инфекција).
- Појава крварење на месту повреде које не  престаје након 10 минута након директног притиска.
- Утрнутост или пецкање око подручја ране или изван ње.
- Грозница праћена температуром (38,3°С) или више.
- Бол на месту наношења течног завоја који не нестаје ни након узимања лека против болова.
- Рана се отворила (дехисценција ране).